# Georg Wachschlager
Georg Wachschlager, född den 2 november 1648 i Thorn, död den 20 november 1720 i Stockholm, var en svensk friherre och diplomat. Han var farfars bror till Gustaf Wachschlager.

## Biografi
Georg Wachschlagers far, Daniel Wachschlager, var burggreve i Thorn. Sonen studerade i Königsberg, var polska sändebudet Morstein följaktig till Rom och var 1674–1678 anställd som sekreterare hos svenske ambassadören i Polen, Anders Lilliehöök. År 1693 blev han kommissionssekreterare och 1698 resident i Warschau, men ålades 1700 av kung August att lämna denna stad i sammanhang med kriget emot Sverige. Knuten vid Karl XII:s högkvarter, spelade han en framträdande roll vid underhandlingarna med polackerna 1702–1706; så var han exempelvis en av Sveriges representanter vid förhandlingarna om Augusts avsättning (1704) och fred med Polen (1705). Wachschlager, som 1704 erhållit statssekreterares karaktär, utnämndes 1708 till envoyé hos kung Stanislaus och vistades som sådan huvudsakligen i Königsberg, tills han 1715, förvisad av preussiska regeringen, reste över till Sverige, varefter han 1716 utnämndes till hovkansler. Wachschlager upphöjdes 1711 i adligt och 1719 i friherrligt stånd. Han är begravd i Riddarholmskyrkan i Stockholm.